# Culicoides darlingtonae
Culicoides darlingtonae är en tvåvingeart som beskrevs av Wirth och Blanton 1971. Culicoides darlingtonae ingår i släktet Culicoides och familjen svidknott. Inga underarter finns listade i Catalogue of Life.